# Hate Me!
"Hate Me!" er Children of Bodoms tredje single, udgivet i maj 2000.
Singlen indeholder titelsangen samt en coverversion af W.A.S.P.'s "Hellion".
Sangen "Hate Me!" blev senere genindspillet til brug på albummet Follow the Reaper. Singlen solgte til platin i Finland, men har været udsolgt i mange år, og betragtes i dag som sjælden og svær at få fat i.

## Spor
1. "Hate Me!"
2. "Hellion" (W.A.S.P. cover)

## Fodnoter
1. ↑  "Murder Archives: Hate Me! (single)". Arkiveret fra originalen 27. september 2007. Hentet 24. juli 2007.